# Fernando Rueda
Fernando Rueda Rieu (Madrid, 1960) es un periodista español. 

## Biografía
Nacido en Madrid en 1960. Es licenciado en ciencias de la información y profesor en el Centro Universitario Villanueva, donde imparte clases de periodismo de investigación. Se doctoró por la Universidad Complutense de Madrid en 2004 con una tesis titulada El periodismo de investigación sobre servicios de inteligencia. 
Por décadas lideró la sección «Materia reservada» en el programa radiofónico La rosa de los vientos de Onda Cero, en la que se tratan temas actuales e históricos de espionaje y de política, tanto nacional como internacional. También ha participado en diversos programas de televisión como Cuarto Milenio. 
Fue redactor jefe en la revista Tiempo y subdirector de la revista Interviú. Fernando Rueda es considerado como el mayor especialista de España en cuanto al espionaje. Imparte la asignatura de semiótica de comunicación de masas en el Centro Universitario Villanueva.

## Obras
- La Casa (1993, Temas de hoy)
- KA, licencia para matar (1997, con Elena Pradas, Temas de hoy)
- Por qué nos da miedo el Cesid (1999, Foca, Ediciones y Distribuciones Generales S.L. (Grupo Akal))
- ¿Quién necesita a las mujeres? (2006, Ediciones B)
- Fuerza y honor: Juan Antonio Cebrián y los pasajes de su historia (2009, con Silvia Casasola, Temas de hoy)
- La voz del pasado (2010, Martínez Roca)
- Las alcantarillas del poder: las 100 operaciones de los servicios secretos españoles que marcaron sus últimos 35 años de historia (2011, La Esfera de los Libros)
- Espías y traidores: Los 25 mejores agentes dobles de la historia (2012, La Esfera de los Libros)
- Espías. Escuchas, dossiers, montajes... el mercado negro de la información en España (2013, con Elena Pradas et álter, Temas de hoy)
- El regreso del lobo (2014, Roca Editorial)
- Servicios de inteligencia: ¿fuera de la ley? (2016, Ediciones B)
- El dosier del rey (2016, Roca Editorial)
- La casa II (2017, Roca Editorial)
- Operaciones secretas: las acciones más sucias del espionaje mundial (2018, La Esfera de los Libros)
- Yo confieso. 45 años de espía (2019, con Míkel Lejarza, Roca Editorial) ISBN 84-493-0520-9
- Destrucción masiva: Nuestro hombre en Bagdad (2020, Roca Editorial)
- Secretos de confesión: 50 años de la operación Lobo (2022, Roca Editorial)